# Stanisława Dziedziczak
Stanisława Dziedziczak (ur. 13 listopada 1946, zm. 1 marca 2023) – polska dialogistka,  repatriowana z Wilna  w 1956 r., związana ze Studiem Opracowań Filmów w Warszawie, Telewizyjnymi Studiami Dźwięku, Agencją Filmową Telewizji Polskiej oraz ze studiem Master Film.  Znana także jako Katarzyna Dziedziczak.  Była matką polskiego polityka Jana Dziedziczaka. W 2023 została odznaczona pośmiertnie Srebrnym Krzyżem Zasługi.

## Dialogi polskie

### Filmy
- 1961: 101 dalmatyńczyków (druga wersja dubbingu)
- 1976: Dwanaście prac Asteriksa (druga wersja dubbingu)
- 1983: Latawiec na dachu
- 1988: Scooby-Doo i oporny wilkołak
- 1997: Księżniczka łabędzi II: Tajemnica zamku (pierwsza wersja dubbingu)
- 2000: Goofy w college’u (druga wersja dubbingu)
- 2000: Życie i przygody Świętego Mikołaja
- 1948–1954: Filmy z serii Bajki rosyjskie (Szara szyjka, Lew i zając, Gęsi Baby-Jagi, Czarodziejski dzwoneczek, Jak lisica budowała kurnik, Żółty bocian, Czarodziejski skarb, Słomiany byczek, Gdy na choinkach zapalają się ognie, Brudasy, strzeżcie się!, Jeleń i wilk, Bracia Lu, Weseli łowcy, Królewna żabka, Skarb jeżyka, Opowieść o polnych kurkach, Złota antylopa, Wyrwidąb, Wszystkie drogi prowadzą do bajki, W leśnej gęstwinie, Sarmiko, Szkarłatny kwiat, Niedźwiedź Dreptak i jego wnuczek, Serce śmiałka, O dzielnej Oleńce i jej braciszku, Farbowany lis, Opowieść starego dębu, Wesoły ogródek, Koncert Zosi, Opowieść z tajgi)
- 2002: Trzy małe świnki

### Seriale
- 1960–1966: Flintstonowie (odc. 29, 34, 84-85, 90-93, 141, 146-148, 151-155, 158-162)
- 1976–1978: Scooby Doo (odc. 3)
- 1980: Scooby i Scrappy Doo (odc. 3, 10-11)
- 1980: Figle z Flintstonami (odc. 1-10, 22, 28-30)
- 1981–1990: Smerfy (pierwsza wersja dubbingu, odc. 120-122, 127-128, 131-132, 136-138, 141-144, 148-151, 207; druga wersja dubbingu, odc. 3-12, 15-21, 24, 26-29, 32-45, 47, 49, 53-58)
- 1983: Pani Łyżeczka (odc. 1-10, 87-90)
- 1984–1990: Mapeciątka (druga wersja dubbingu; odc. 1-5)
- 1984-1986: Wesoła siódemka (pierwsza wersja dubbingu)
- 1984: Ostatnie dni Pompei (odc. 1)
- 1985-1988: M.A.S.K. (odc. 1-4, 6, 12, 14-15, 17-20, 22-32, 40-42, 44-49, 51-52, 54-55, 58-59, 62, 64-67, 69-75)
- 1986–1989: Historie biblijne (pierwsza wersja dubbingu; odc. 4, 9)
- 1988–1991: Nowe przygody Kubusia Puchatka (odc. 42-43, 48-50)
- 1989–1992: Chip i Dale: Brygada RR (odc. 1-2, 32)
- 1989–1991: Bouli (pierwsza wersja dubbingu)
- 1990–1994: Przygody Animków (odc. 28)
- 1991–1993: Powrót do przyszłości
- 1993: Bobaskowo
- 1993–1998: Animaniacy (odc. 1-4, 7, 13-19, 34, 58-59)
- 1993–1995: Szmergiel
- 1993–1994: Opowieści taty bobra
- 1993–1994: Dinusie
- 1995–1998: Pinky i Mózg (odc. 25-26)
- 1996–2000: W jeżynowym grodzie
- 1996–1998: Kacper (odc. 1-13, 22-26)
- 1997–1998: Przygody Olivera Twista (odc. 4-5, 18, 31-32, 50-52)
- 1998: Dziesięcioro przykazań – opowieści dla dzieci
- 2000: Całe zdanie nieboszczyka
- 2002: Słoń Benjamin
- 2002: Jak to działa? (pierwsza wersja dubbingu)